# شاداب (نیشابور)
شاداب (نیشابور)، روستایی از توابع بخش مرکزی شهرستان نیشابور در استان خراسان رضوی ایران است.

## جمعیت
این روستا در دهستان مازول قرار دارد و براساس سرشماری مرکز آمار ایران در سال ۱۳۸۵، جمعیت آن ۱٬۴۲۶ نفر (۳۶۷خانوار) بوده‌است.سرشماری سال۱۳۹۰جمعیت۱۴۱۵نفر 
سرشماری سال۱۳۹۵جمعیت ۱۲۴۸ نفرجمعیت ساکن سال۱۴۰۳جمعیت ۱۶۸۶نفر می باشد